# ジャイル・アマドール
ジャイル・アマドール・シロス（Jair Amador Silos、1989年8月21日 - ）は、ポルトガル・サン・ジョルジュ・デ・アロイオス出身のサッカー選手。レアル・サラゴサ所属。ポジションはディフェンダー。

## クラブ経歴
2015年7月6日、レバンテUDと契約し、Bチーム登録となった。
2016年6月24日、SDウエスカに移籍し、2年契約を交わした。
2018年6月7日、イスラエルのマッカビ・テル・アヴィヴFCと3年契約を結んだ。
2020年8月19日、2年の契約でレアル・サラゴサに加入した。